# Comico tragoedia
A Comico tragoedia korai barokk magyar irodalom egyik legnépszerűbb, 4 színből álló, latin nyelven írt verses drámája (azon belül Lázár-dráma), műfajában tragikomédia. 1646-ban jelent meg Nagyváradon egy ismeretlen szerzőtől. 
Megfigyelhetőek benne olyan korabeli irodalmi hatások, mint Nyéki Vörös Mátyás Dialogusa. A színjáték nem szerves egész. Az előjátékul szolgáló első felvonás után három kép következik, amelyek egyazon kép egymás utáni átiratai. Ennek ellenére az utókor a korabeli magyar drámairodalom egyik kimagasló tagjaként tartja számon. Fordulatos, népies írásmódja arra utal, hogy a dráma a köznépnek íródhatott.
A szegény Lázárt más Lázár-drámákhoz hasonlóan az ószövetségi Betániai Lázár ihlette, és hozzá hasonlóan a többi szereplő is jellemében és nevében a kor magyar szereplőtípusaira reflektál. Az emberi szereplőkön kívül a megszemélyesített erények és a vétkek küzdenek egymással az emberi lelkekért, illetve egy angyal figyelmezteti a vétkes Gazdagot a közelgő isteni ítéletre, de az rá se hederít. Először a torkos Gazdag, majd a lator Katona, végül a parasztokat kínzó Tiszttartó hal meg, mert a mű mindannyiukat bűnösnek kiáltja ki, és morális példázattal igyekszik a nézőt elrettenteni a nemtörődömségtől, kapzsiságtól, kegyetlenségtől és egyéb bűnös hajlamoktól. A mű szerint csak az emberi életükben istenfélők juthatnak üdvösségre, tehát elutasítja a purgatóriumt. Ezen kívül arra is felhívja a figyelmet, hogy a kegyetlen végrehajtó is ugyanúgy bűnös és méltó a kárhozatra, mint a hatalommal bíró, a parancsot kiadó személy.